# Saggrenda Station
Saggrenda Station (Saggrenda stasjon) er en tidligere jernbanestation på Sørlandsbanen, der ligger i Kongsberg kommune i Norge. Stationen ligger lidt nord for Saggrenda, der er en forstad til Kongsberg.
Stationen åbnede 11. februar 1920, da banen mellem Kongsberg og Hjuksebø blev taget i brug. Den blev fjernstyret 19. december 1967. Betjeningen med persontog ophørte 28. maj 1989, hvorefter den tidligere station har haft status som fjernstyret krydsningsspor.